# Petaserpes rosalbus
Petaserpes rosalbus är en mångfotingart som beskrevs av Cope 1879. Petaserpes rosalbus ingår i släktet Petaserpes och familjen koppardubbelfotingar. Inga underarter finns listade i Catalogue of Life.